# Slidell (Luisiana)
Slidell es una ciudad ubicada en la parroquia de St. Tammany en el estado estadounidense de Luisiana. En el Censo de 2010 tenía una población de 27 068 habitantes y una densidad poblacional de 687,25 personas por km². Está situada al este del estado, limitando al sur con el lago Pontchartrain y al este con el río Pearl, que la separa de Misisipi.

## Geografía
Slidell se encuentra ubicada en las coordenadas 30°17′22″N 89°47′00″O / 30.28944, -89.78333. Según la Oficina del Censo de los Estados Unidos, Slidell tiene una superficie total de 39.39 km², de la cual 38.45 km² corresponden a tierra firme y 0.94 km² (2.39 %) es agua.

## Demografía
Según el censo de 2010, había 27 068 personas residiendo en Slidell. La densidad de población era de 687,25 hab./km². De los 27 068 habitantes, Slidell estaba compuesto por el 75.95 % blancos, el 17 % eran afroamericanos, el 0.47 % eran amerindios, el 1.56 % eran asiáticos, el 0.04 % eran isleños del Pacífico, el 2.72 % eran de otras razas y el 2.26 % pertenecían a dos o más razas. Del total de la población el 6.34 % eran hispanos o latinos de cualquier raza.